# NBS Communications
NBS Communications (dawniej NBS Public Relations) – najstarsza polska agencja public relations. Powstała w 1990 roku w Warszawie. Współzałożycielką firmy jest Anna Krajewska, obecna wiceprezes zarządu.

## Profil działalności
Agencja specjalizuje się w kampaniach informacyjnych wspierających transakcje na rynku kapitałowym (publiczne oferty akcji na giełdzie papierów wartościowych, fuzje i przejęcia), w relacjach inwestorskich dla spółek notowanych na giełdzie warszawskiej, PR korporacyjnym oraz w komunikacji kryzysowej. Wspiera klientów z wielu sektorów, niezależnie od skali ich działalności – od międzynarodowych korporacji, przez spółki giełdowe, po mniejsze firmy prywatne.
NBS Communications jest niezależną polską agencją, której współwłaścicielami są obecni konsultanci.

## Historia
W roku 1991 NBS przeprowadził kampanię edukacyjną i informacyjną towarzyszącą jednej z pierwszych prywatyzacji i publicznych ofert akcji na warszawskiej giełdzie – prywatyzacji Krośnieńskich Hut Szkła. Od tego czasu NBS Communications przeprowadził kampanie informacyjne wspierające publiczne oferty akcji ponad 130 spółek, m.in.: PKN Orlen, Telekomunikacji Polskiej, Banku Pekao, PGE, PZU, Giełdy Papierów Wartościowych w Warszawie, Grupy Pracuj, Murapolu. NBS wspierał również publiczną ofertę akcji (IPO) Allegro.eu, która była największą tego typu transakcją w historii Giełdy Papierów Wartościowych w Warszawie.
NBS Communications współpracował także przy ofertach i debiutach spółek zagranicznych notowanych na Giełdzie Papierów Wartościowych, w tym pierwszej zagranicznej spółki na GPW: Bank Austria oraz pierwszej ukraińskiej spółki na GPW Astarta Holding. NBS Communications realizował również kampanie informacyjne wspierające fuzje i przejęcia firm. Doradzał m.in. przy transakcji przejęcia Grupy Tradis przez Eurocash, Telewizji Polsat przez Cyfrowy Polsat, spółki Emitel przez fundusze zarządzane przez Montagu Private Equity czy połączeniu Banku BGŻ i BNP Paribas Bank Polska.
Od 2003 roku NBS Communications prowadzi jakościowe badania wśród uczestników polskiego rynku kapitałowego WarsawScan, których celem jest ocena jakości relacji inwestorskich polskich spółek giełdowych. Badania są źródłem wiedzy o oczekiwaniach inwestorów w zakresie komunikacji i informacji niezbędnych w ocenie atrakcyjności inwestycyjnej spółek.
Od 2002 r. NBS Communications jest członkiem Związku Firm Public Relations należącego do Międzynarodowej Organizacji Konsultantów do spraw Komunikacji (ICCO), zaś od czerwca 2012 r. należy do globalnej sieci PR World Alliance (PRWA).

## Skład zarządu[7]
- Piotr Wojtaszek, prezes zarządu[8],
- Anna Krajewska, wiceprezes zarządu.

## Nagrody i wyróżnienia
- · W maju 2022 r. NBS otrzymał nagrodę PRWA Excellence Awards za najlepszą kampanię PR „Planeta albo plastik”, zrealizowaną dla kanału National Geographic.
- 31 lipca 2008 r. agencja zajęła pierwsze (równorzędne) miejsce w konkursie „Modelowy Serwis Relacji Inwestorskich” organizowanym przez Giełdę Papierów Wartościowych w Warszawie. Zadaniem konkursowym było opracowanie optymalnej, modelowej zawartości oraz funkcjonalności zakładki Relacje Inwestorskie na stronie internetowej spółki giełdowej[9].
- W styczniu 2008 r. NBS, jako jedyna agencja PR została nagrodzona przez Giełdę Papierów Wartościowych w Warszawie za obsługę największej liczby debiutów giełdowych w 2007 roku[10].
- NBS Communications zajmował wielokrotnie pierwsze miejsca w rankingach agencji PR pod względem liczby obsłużonych debiutów na rynku głównym GPW – dziennik Parkiet (2006, 2007, 2008), magazyn Press (2008)[11].